# Виледь (железнодорожная станция, населённый пункт)
Виледь — населённый пункт у железнодорожной станции Виледь в Вилегодском муниципальном округе Архангельской области. Ранее входило в Никольское сельское поселение.

## География
Находится в юго-восточной части Архангельской области, при автодороге А123, на расстоянии приблизительно 32 километров на северо-запад по прямой от административного центра района села Ильинско-Подомского. 
Железнодорожная станция Виледь на линии Котлас — Воркута. Располагается на правом берегу реки Виледи.

## История
Станция Виледь основана в 1942 году при строительстве Печорской железной дороги. При железнодорожной станции вырос посёлок (населённый пункт), получивший название по станции. 
До 2020 года входила в состав Никольского сельского поселения до его упразднения.

## Население
| 2002 | 2010 | 2012 |
| ---- | ---- | ---- |
| 111  | ↘77  | ↗87  |

Численность населения: 110 человек (русские 94 %) в 2002 году, 77 в 2010.